# Hugh Kerr
Hugh Kerr (n. 9 iulie 1944) este un om politic britanic, membru al Parlamentului European în perioada 1994-1999 din partea Regatului Unit.
1. ↑  Deputații în Parlamentul European